# Oettinger Rockets Gotha
Il BiG Oettinger Rockets Gotha è una società cestistica avente sede a Gotha, in Germania. 
Fondata nel 1998, gioca nel campionato tedesco.
Disputa le partite interne nella Messe Erfurt, che ha una capacità di 3 236 spettatori.

## Roster 2017-2018
| N° | Naz.                                               | Ruolo | Sportivo           | Anno | Alt. | Peso |  |
| -- | -------------------------------------------------- | ----- | ------------------ | ---- | ---- | ---- |  |
| 0  | Belgio (bandiera)                                  | G     | Retin Obasohan     | 1996 | 188  | 95   |  |
| 3  | Germania (bandiera)                                | P     | David Taylor       | 1995 | 191  | 86   |  |
| 5  | Germania (bandiera)                                | P     | Daniel Schmidt     | 1990 | 189  | 85   |  |
| 7  | Germania (bandiera)                                | A     | Jan Niklas Wimberg | 1996 | 206  | 107  |  |
| 9  | Stati Uniti (bandiera) · Ucraina (bandiera)        | P     | Jerome Randle      | 1987 | 175  | 77   |  |
| 11 | Germania (bandiera)                                | G     | Ferdinand Zylka    | 1998 | 190  | 80   |  |
| 14 | Estonia (bandiera)                                 | P     | Kristian Kullamäe  | 1999 | 195  | 84   |  |
| 15 | Serbia (bandiera)                                  | AG    | Sava Lešić         | 1988 | 206  | 100  |  |
| 17 | Germania (bandiera)                                | G     | Andreas Obst       | 1996 | 191  | 88   |  |
| 30 | Germania (bandiera)                                | GA    | Dino Dizdarevic    | 1995 | 193  | 88   |  |
| 32 | Stati Uniti (bandiera) · Costa d'Avorio (bandiera) | AG    | Dane Watts         | 1986 | 203  | 103  |  |
| 65 | Germania (bandiera)                                | AG    | Filip Stanić       | 1998 | 206  | 115  |  |

### Staff tecnico
| Allenatore: | Ivan Pavic |